# Compsibidion polyzonum
Compsibidion polyzonum är en skalbaggsart som först beskrevs av Bates 1870.  Compsibidion polyzonum ingår i släktet Compsibidion och familjen långhorningar. Inga underarter finns listade i Catalogue of Life.